# تپه گچ کو
تپه گچ کو در شهرستان خرم‌آباد، بخش دوره چگنی، دهستان تشکن، ۲/۵ کیلومتری غرب روستای کله بان ۱ واقع شده و این اثر در تاریخ ۲۲ اسفند ۱۳۸۵ با شمارهٔ ثبت ۱۸۲۱۶ به‌عنوان یکی از آثار ملی ایران به ثبت رسیده است.